# 서경 55도
서경 55도(西經55度)는 본초 자오선에서 서쪽으로 55도 떨어진 경선이다. 북극점에서 시작하여 북극해, 그린란드, 북아메리카, 대서양, 남아메리카, 남극해, 남극을 거쳐 남극점에 이른다.
서경 55도는 동경 125도와 이어져 지구의 대원을 이룬다.

## 지나가는 지역
북극점에서 남극점까지 서경 55도선은 다음 지역을 지나간다.
| 좌표                                                  | 나라, 지역, 해역    | 비고 |
| ----------------------------------------------------- | ------------------- | --- |
| 북위 90° 0′ 서경 55° 0′  / 북위 90.000° 서경 55.000°  | 북극해              | |
| 북위 83° 36′ 서경 55° 0′  / 북위 83.600° 서경 55.000° | 링컨해              | |
| 북위 82° 20′ 서경 55° 0′  / 북위 82.333° 서경 55.000° | 그린란드            | |
| 북위 71° 26′ 서경 55° 0′  / 북위 71.433° 서경 55.000° | 배핀만              | |
| 북위 70° 29′ 서경 55° 0′  / 북위 70.483° 서경 55.000° | 그린란드            | 케케르타르수아트시아크섬 |
| 북위 70° 24′ 서경 55° 0′  / 북위 70.400° 서경 55.000° | 배핀만              | |
| 북위 70° 0′ 서경 55° 0′  / 북위 70.000° 서경 55.000°  | 데이비스 해협       | 그린란드 디스코섬(북위 69° 42′ 서경 54° 59′  / 북위 69.700° 서경 54.983° ) 바로 서쪽을 지나감                                                                |
| 북위 60° 0′ 서경 55° 0′  / 북위 60.000° 서경 55.000°  | 대서양              | 래브라도해 이름없는 해역 노트르담만 |
| 북위 49° 33′ 서경 55° 0′  / 북위 49.550° 서경 55.000° | 캐나다              | 뉴펀들랜드 래브라도주 — 익스플루아 제도와 뉴펀들랜드섬 |
| 북위 47° 25′ 서경 55° 0′  / 북위 47.417° 서경 55.000° | 포춘만              | |
| 북위 47° 30′ 서경 55° 0′  / 북위 47.500° 서경 55.000° | 캐나다              | 뉴펀들랜드 래브라도주 — 뉴펀들랜드섬의 버린반도 |
| 북위 47° 17′ 서경 55° 0′  / 북위 47.283° 서경 55.000° | 대서양              | |
| 북위 6° 0′ 서경 55° 0′  / 북위 6.000° 서경 55.000°    | 수리남              | 파라마리보 바로 동쪽을 지나감 |
| 북위 2° 35′ 서경 55° 0′  / 북위 2.583° 서경 55.000°   | 브라질              | 파라주 마투그로수주 — 남위 9° 33′ 서경 55° 0′  / 남위 9.550° 서경 55.000° 부터 마투그로수두술주 — 남위 17° 38′ 서경 55° 0′  / 남위 17.633° 서경 55.000° 부터 |
| 남위 23° 57′ 서경 55° 0′  / 남위 23.950° 서경 55.000° | 파라과이            | |
| 남위 26° 47′ 서경 55° 0′  / 남위 26.783° 서경 55.000° | 아르헨티나          | |
| 남위 27° 47′ 서경 55° 0′  / 남위 27.783° 서경 55.000° | 브라질              | 히우그란지두술주 |
| 남위 31° 18′ 서경 55° 0′  / 남위 31.300° 서경 55.000° | 우루과이            | |
| 남위 34° 55′ 서경 55° 0′  / 남위 34.917° 서경 55.000° | 대서양              | |
| 남위 60° 0′ 서경 55° 0′  / 남위 60.000° 서경 55.000°  | 남극해              | |
| 남위 61° 2′ 서경 55° 0′  / 남위 61.033° 서경 55.000°  | 사우스셰틀랜드 제도 | 엘리펀트섬 — 아르헨티나과 영국, 칠레가 모두 영유권을 주장하는 섬                                                                                             |
| 남위 61° 8′ 서경 55° 0′  / 남위 61.133° 서경 55.000°  | 남극해              | 남극 주앵빌섬(남위 63° 18′ 서경 55° 1′  / 남위 63.300° 서경 55.017° ) 바로 동쪽을 지나감                                                                     |
| 남위 76° 30′ 서경 55° 0′  / 남위 76.500° 서경 55.000° | 남극                | 아르헨티나과 영국, 칠레가 모두 영유권을 주장하는 권역 |

## 같이 보기
- 서경 54도
- 서경 56도